# マ王国

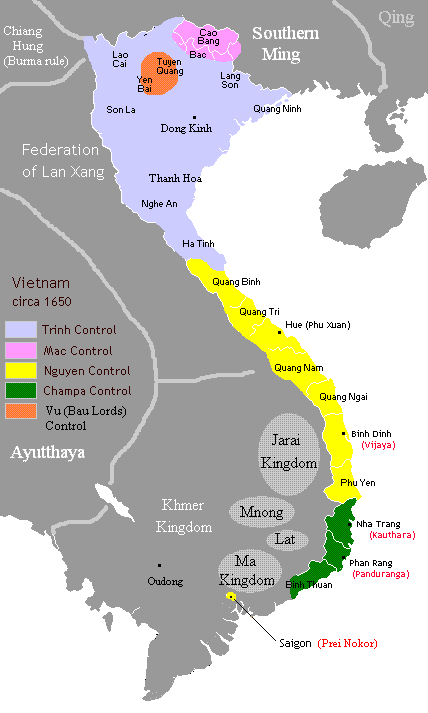

マ王国（ベトナム語：Tiểu quốc Mạ / 小國麻）はベトナムタイグエン（中部高原）にマ族が建立した、一連の政権。15世紀至17世紀にかけて存在した。
マ王国はダラット高原（ベトナム語：Đà Lạt Cao Nguyên / 多樂高原、Đà Lạt Plateau）に存在し、広大な地域を有していた。この部族国家が形成されたのは、おおよそ15世紀時期である。17世紀にはフランス殖民勢力がコーチシナに進出した。マ族の人々はフランスの殖民地による統治を拒絶し、山中に後退していった。